# Antoinette Pecher
Antoinette Élisabeth Marie barones Pecher (Antwerpen, 16 mei 1927 - Ukkel, 26 mei 2019) was een Belgische politica.

## Biografie

### Familie
Antoinette Pecher was een dochter van Jean Pecher (1894-1973), verzekeraar en oorlogsvrijwilliger, en Élisabeth Elsen (1905-1992). Ze was een kleindochter van Maximilien Elsen, scheepsagent, handelsrechter, voorzitter van sportvereniging Beerschot Athletic Club en voorzitter van de Cercle La Métropole. Haar vader was een achterneef van politicus Édouard Pecher.
Ze trouwde met Pierre Helsmoortel (1926-2004), beheerder van vennootschappen, en na diens overlijden met Jacques Godding (1920-2012), zoon van senator en minister Robert Godding, en broer van hoogleraar en rechtshistoricus Philippe Godding.

### Loopbaan
Pecher was van 1974 tot 1978 persattaché bij het staatssecretariaat voor Leefmilieu. Van 1978 tot 1985 werkte ze voor de liberale PVV. Ze verzorgde onder meer de pers en PR voor vicepremier Willy De Clercq. In 1985 werd ze directeur van het Belgisch Instituut voor Voorlichting en Documentatie (INBEL), wat ze bleef tot 1988.
Ze was zelf ook politiek actief, van 1977 tot 2000 als gemeenteraadslid van Antwerpen. In 2012 maakte ze de overstap naar de Stadslijst van sp.a-burgemeester Patrick Janssens, maar ze raakte niet verkozen.  Bij de gemeenteraadsverkiezingen van 2018 stond ze andermaal op de Open Vld-lijst.
Pecher was actief betrokken in het (Antwerpse) verenigingsleven:
- voorzitter van het Nationaal Instituut voor oorlogsinvaliden, oud-strijders en oorlogsslachtoffers,
- voorzitter van het Koninklijk Verbond van Vaderlandslievende Kringen van Antwerpen,
- voorzitter van de vzw Vrouw en Vrijheid,
- ondervoorzitter van de Nationale Vrouwenraad en stichtend lid van de European Women's Lobby,
- ondervoorzitter van PVV-Vrouwen,
- ondervoorzitter van PVV arrondissement Antwerpen,
- ondervoorzitter van de Hendrik Conscience Stichting,
- ondervoorzitter van de Antwerpse Film Stichting,
- bestuurder van het Monument national à la résistance in Luik,
- bestuurder van Liberas.

In 2017 ging ze wijsbegeerte aan de Universiteit Antwerpen studeren, maar door een val zette ze haar studies stop.
Aan Liberas schonk Pecher het archief van haar vader, die als soldaat tijdens de Eerste Wereldoorlog aan zijn ouders schreef. In samenwerking met de Koninklijke Commissie voor Geschiedenis werden de brieven gepubliceerd onder de titel Un mitrailleur à l’Yser. La correspondance de guerre de Jean Pecher, 1914-1918. In 2012 hield Liberas ook de tentoonstelling Met een Kodak aan het IJzerfront. De oorlogsfoto’s van Jean Pecher.
In 2005 werd ze in de adelstand verheven met de persoonlijke titel van barones.